# Draft de la NBA de 2016
El Draft de la NBA de 2016 se celebró el jueves 23 de junio de 2016, en el Barclays Center en Brooklyn. Los equipos de la National Basketball Association (en español: Asociación Nacional de Baloncesto) (NBA) se turnaron para seleccionar a los jugadores del baloncesto universitario de los Estados Unidos y otros jugadores elegibles, incluidos los jugadores internacionales. La lotería del draft tuvo lugar en el mes de mayo de 2016, durante la celebración de los playoffs.

## Selecciones del draft

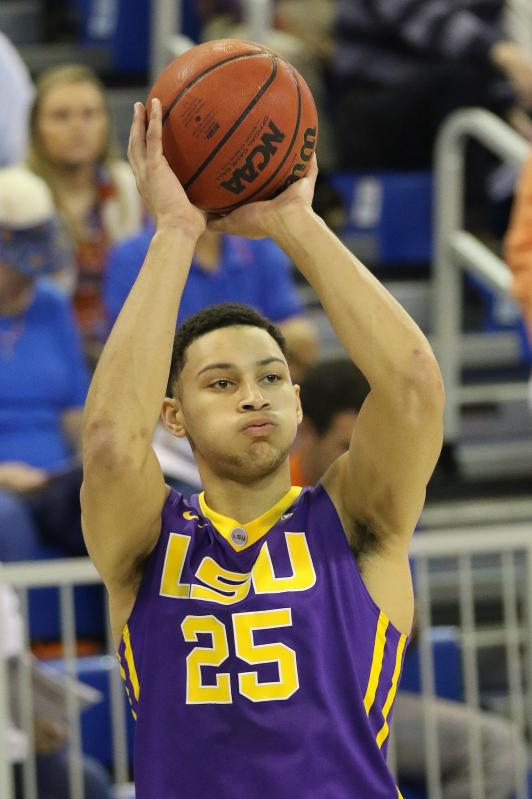
Ben Simmons fue seleccionado en 1ª posición por Philadelphia 76ers.

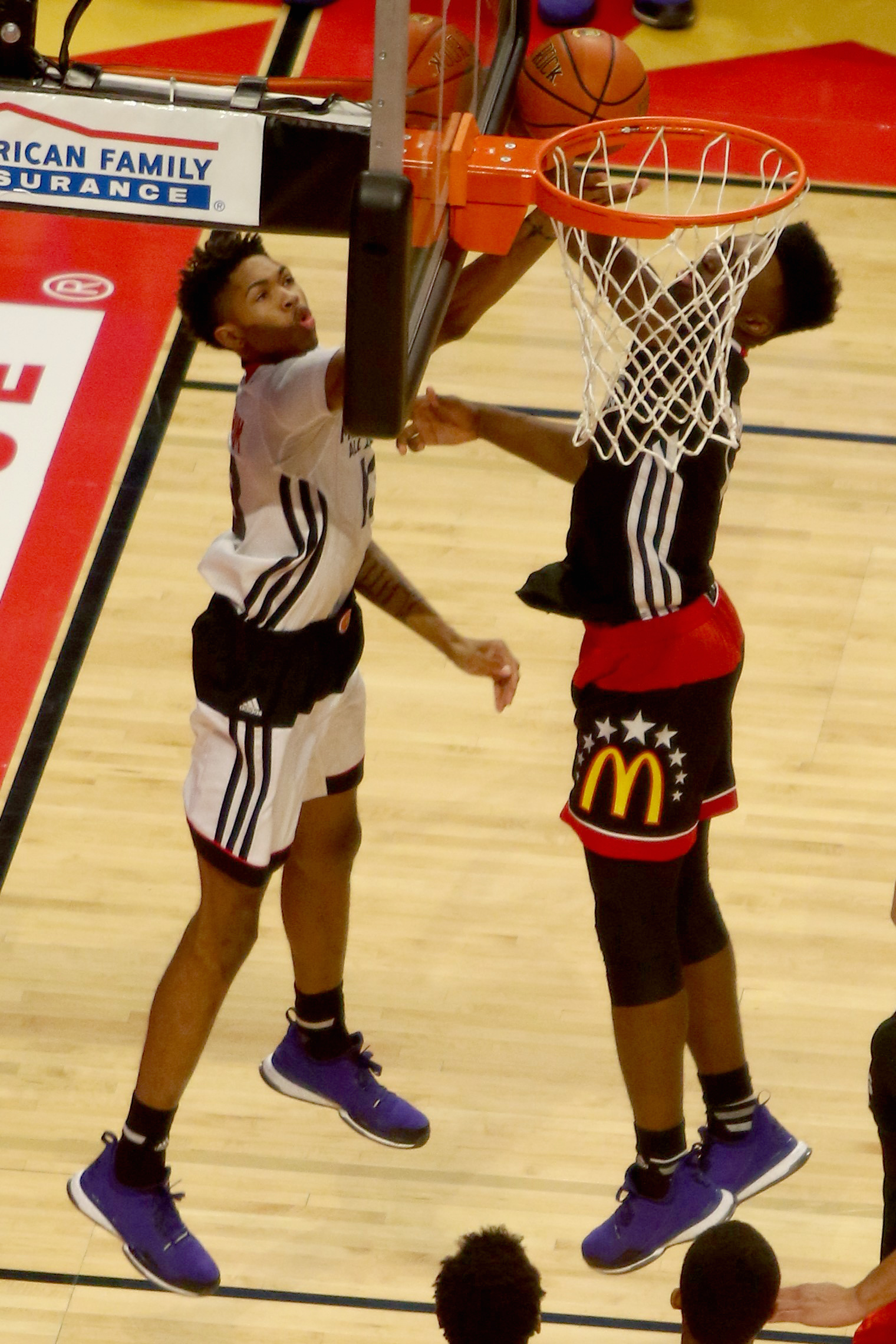
Brandon Ingram (izda.) y Jaylen Brown fueron seleccionados 2º y 3º respectivamente por Los Angeles Lakers y Boston Celtics.

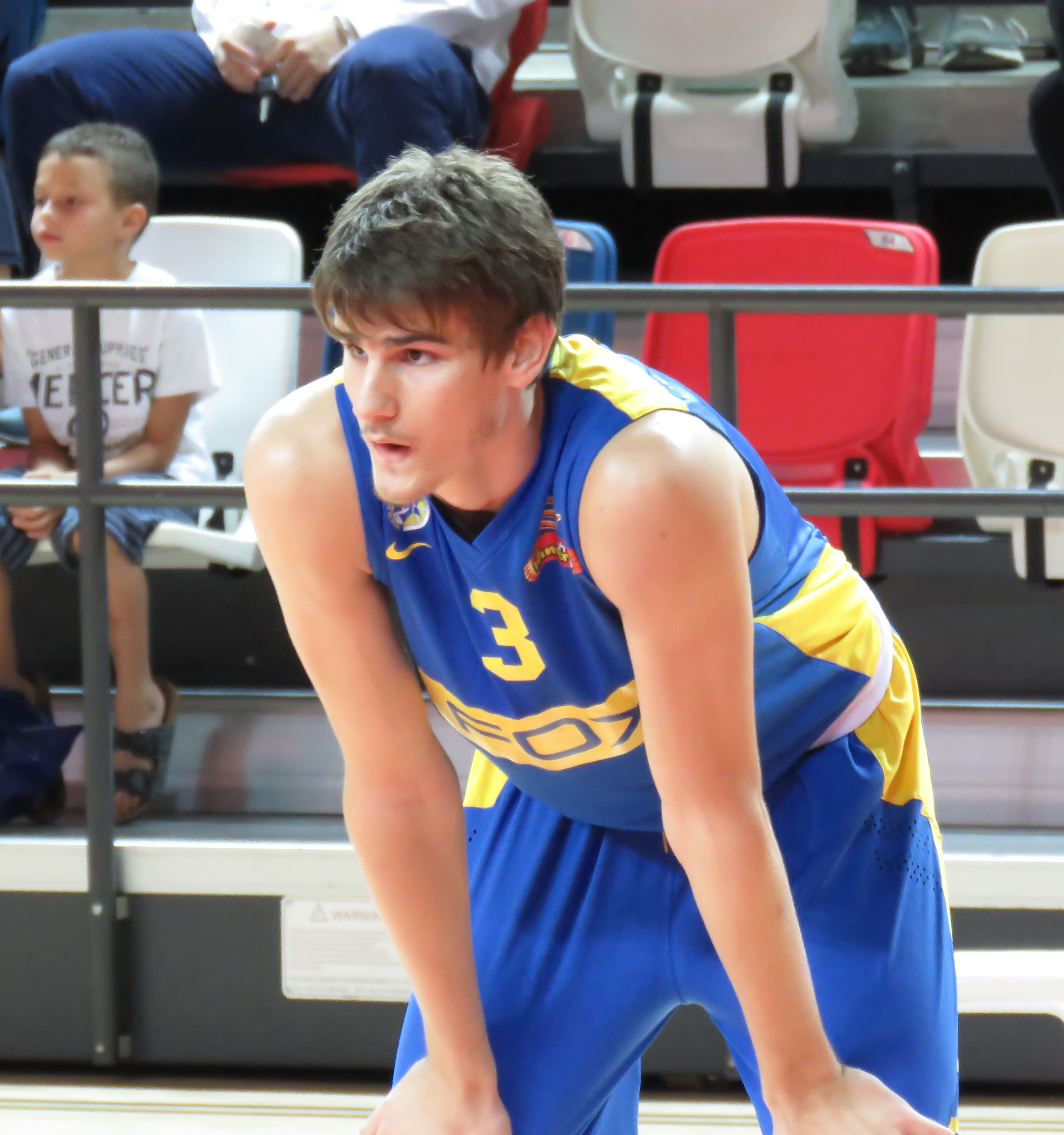
Dragan Bender fue seleccionado en 4ª posición por Phoenix Suns.

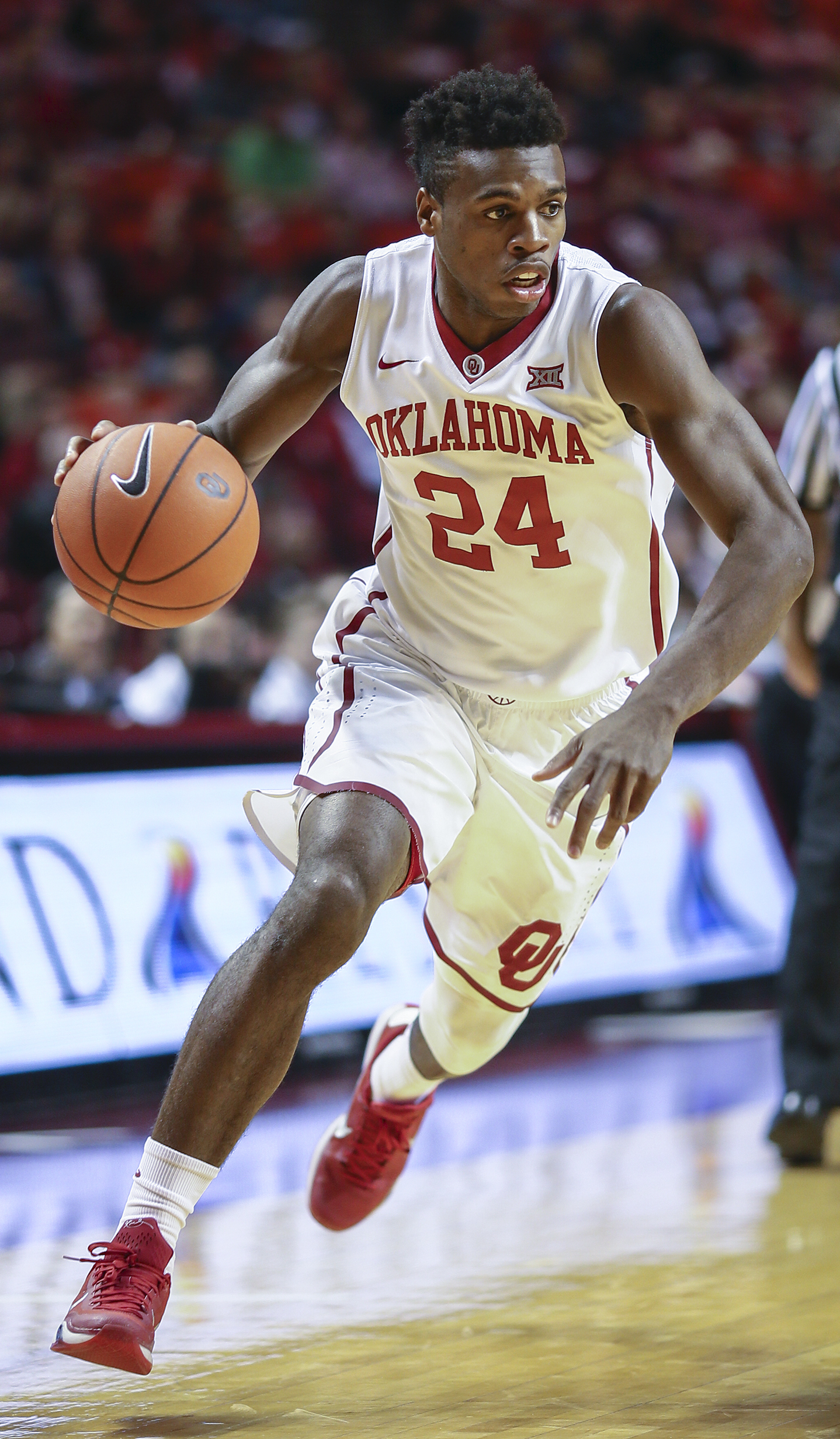
Buddy Hield seleccionado en 6º lugar por New Orleans Pelicans.

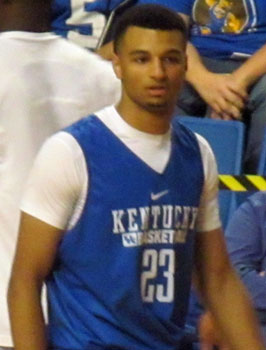
Jamal Murray fue elegido en 7ª posición por Denver Nuggets.

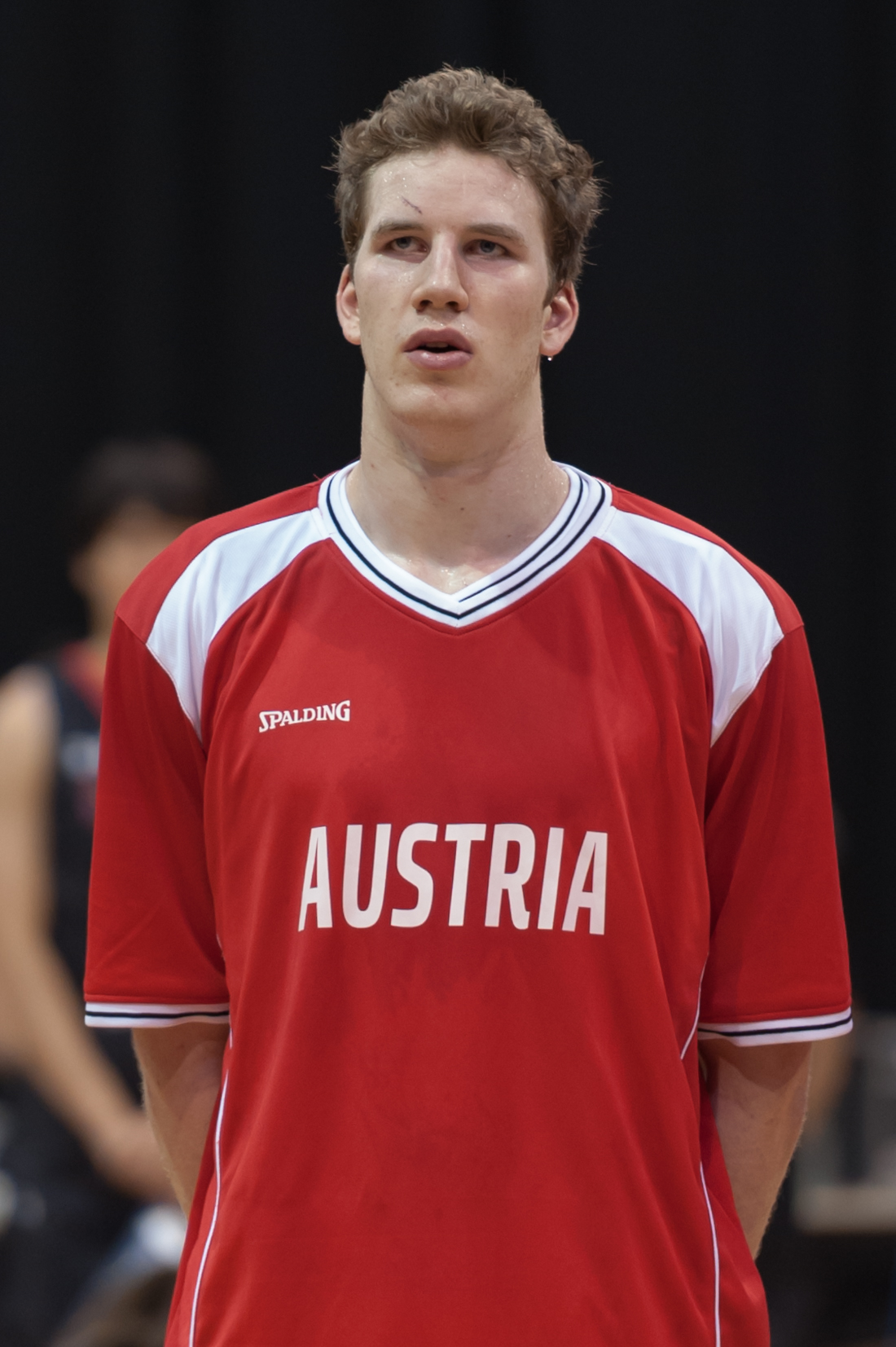
Jakob Pöltl fue seleccionado 9º por Toronto Raptors.

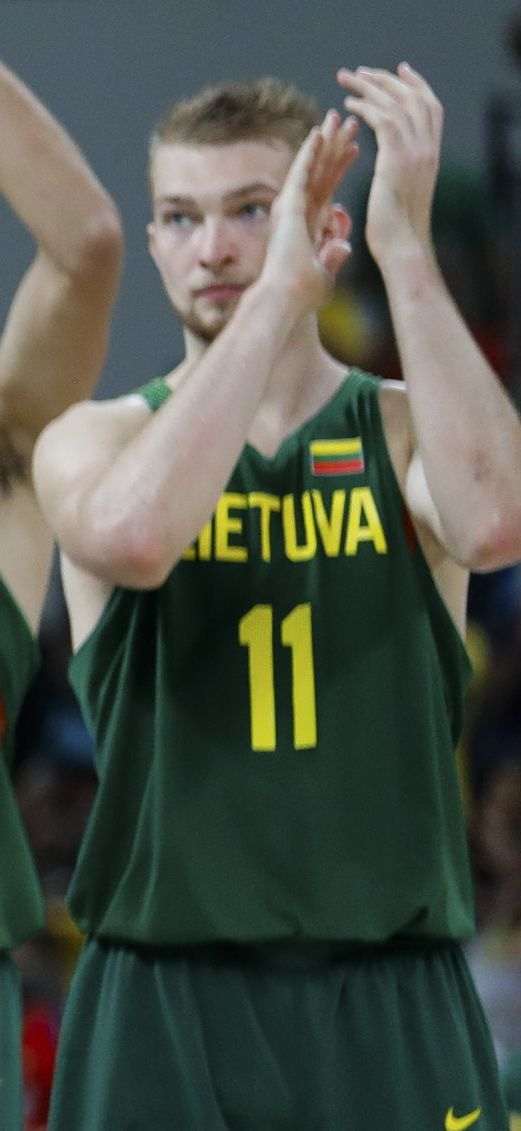
Domantas Sabonis, elegido en undécima posición por Orlando Magic y traspasado a Oklahoma City Thunder.

|  |  | Indica jugador miembro del Basketball Hall of Fame                                                        |
|  |  | Indica jugador que ha sido seleccionado por lo menos en un All-Star Game y en el Mejor Quinteto de la NBA |
|  |  | Indica jugador que ha sido seleccionado por lo menos en un All-Star Game                                  |
|  |  | Indica jugador que ha sido seleccionado por lo menos en un Mejor Quinteto de la NBA                       |
|  |  | Indica jugador que nunca jugó en la temporada regular y los playoffs de la NBA                            |
|  |  | Indica jugador que ganó el premio al Rookie del Año de la NBA                                             |

| B | Base | E | Escolta | A | Alero | AP | Ala Pívot | P | Pívot |

### Primera ronda
| Pick | Jugador              | Pos. | Nacionalidad             | Equipo                                                         | Universidad / Club          |
| ---- | -------------------- | ---- | ------------------------ | -------------------------------------------------------------- | --------------------------- |
| 1    | Ben Simmons          | B    | Australia                | Philadelphia 76ers                                             | LSU                         |
| 2    | Brandon Ingram       | A    | Estados Unidos           | Los Angeles Lakers                                             | Duke                        |
| 3    | Jaylen Brown         | A    | Estados Unidos           | Boston Celtics (vía Brooklyn)                                  | California                  |
| 4    | Dragan Bender        | AP/P | Croacia                  | Phoenix Suns                                                   | Maccabi Tel Aviv            |
| 5    | Kris Dunn            | B    | Estados Unidos           | Minnesota Timberwolves                                         | Providence                  |
| 6    | Buddy Hield          | E    | Bahamas                  | New Orleans Pelicans                                           | Oklahoma                    |
| 7    | Jamal Murray         | E    | Canadá                   | Denver Nuggets (vía New York)                                  | Kentucky                    |
| 8    | Marquese Chriss      | AP   | Estados Unidos           | Sacramento Kings (Traspasado a Phoenix)                        | Washington                  |
| 9    | Jakob Pöltl          | P    | Austria                  | Toronto Raptors (vía Denver vía New York)                      | Utah                        |
| 10   | Thon Maker           | AP   | Sudán del Sur/ Australia | Milwaukee Bucks                                                | Orangeville Prep            |
| 11   | Domantas Sabonis     | AP/P | Lituania                 | Orlando Magic                                                  | Gonzaga                     |
| 12   | Taurean Prince       | AP   | Estados Unidos           | Utah Jazz                                                      | Baylor                      |
| 13   | Georgios Papagiannis | P    | Grecia                   | Phoenix Suns (vía Washington), traspasado a Sacramento Kings   | Panathinaikos BC            |
| 14   | Denzel Valentine     | E    | Estados Unidos           | Chicago Bulls                                                  | Michigan State              |
| 15   | Juan Hernangómez     | A/AP | España                   | Denver Nuggets (vía Houston)                                   | Movistar Estudiantes        |
| 16   | Guerschon Yabusele   | AP   | Francia                  | Boston Celtics (vía Dallas)                                    | Rouen Métropole             |
| 17   | Wade Baldwin IV      | B    | Estados Unidos           | Memphis Grizzlies                                              | Vanderbilt                  |
| 18   | Henry Ellenson       | AP   | Estados Unidos           | Detroit Pistons                                                | Marquette                   |
| 19   | Malik Beasley        | E    | Estados Unidos           | Denver Nuggets (vía Portland)                                  | Florida                     |
| 20   | Caris LeVert         | E    | Estados Unidos           | Indiana Pacers                                                 | Michigan                    |
| 21   | DeAndre Bembry       | A    | Estados Unidos           | Atlanta Hawks                                                  | St. Joseph                  |
| 22   | Malachi Richardson   | E    | Estados Unidos           | Sacramento Kings (from Charlotte)                              | Syracuse                    |
| 23   | Ante Žižić           | P    | Croacia                  | Boston Celtics                                                 | Cibona Zagreb (Croacia)     |
| 24   | Timothé Luwawu       | E/A  | Francia                  | Philadelphia 76ers (vía Miami vía Cleveland)                   | Mega Leks (Serbia)          |
| 25   | Brice Johnson        | A    | Estados Unidos           | Los Angeles Clippers                                           | North Carolina              |
| 26   | Furkan Korkmaz       | E/A  | Turquía                  | Philadelphia 76ers (vía Oklahoma City, vía Cleveland y Denver) | Anadolu Efes S.K. (Turquía) |
| 27   | Pascal Siakam        | AP   | Camerún                  | Toronto Raptors                                                | New Mexico State            |
| 28   | Skal Labissière      | AP/P | Haití                    | Phoenix Suns (vía Cleveland vía Boston)                        | Kentucky                    |
| 29   | Dejounte Murray      | B/E  | Estados Unidos           | San Antonio Spurs                                              | Washington                  |
| 30   | Damian Jones         | P    | Estados Unidos           | Golden State Warriors                                          | Vanderbilt                  |

### Segunda ronda
| Pick | Jugador           | Pos.  | Nacionalidad   | Equipo                                                                                      | Universidad / Club               |
| ---- | ----------------- | ----- | -------------- | ------------------------------------------------------------------------------------------- | -------------------------------- |
| 31   | Deyonta Davis     | PF/C  | Estados Unidos | Boston Celtics (desde Philadelphia vía Miami, traspasado a Memphis Grizzlies)               | Michigan State                   |
| 32   | Ivica Zubac       | C     | Croacia        | Los Angeles Lakers                                                                          | Mega Leks (Serbia)               |
| 33   | Cheick Diallo     | PF/C  | Mali           | Los Angeles Clippers (from Brooklyn, traspasado a New Orleans Pelicans)                     | Kansas                           |
| 34   | Tyler Ulis        | PG    | Estados Unidos | Phoenix Suns                                                                                | Kentucky                         |
| 35   | Rade Zagorac      | SG/SF | Serbia         | Boston Celtics (from Minnesota vía New Orleans and Phoenix, traspasado a Memphis Grizzlies) | Mega Leks (Serbia)               |
| 36   | Malcolm Brogdon   | PG/SG | Estados Unidos | Milwaukee Bucks (de New Orleans vía Sacramento)                                             | Virginia                         |
| 37   | Chinanu Onuaku    | PF/C  | Estados Unidos | Houston Rockets (from New York vía Portland and Sacramento)                                 | Louisville                       |
| 38   | Patrick McCaw     | SG/SF | Estados Unidos | Milwaukee Bucks (traded to Golden State Warriors)                                           | UNLV                             |
| 39   | David Michineau   | PG    | Francia        | New Orleans Pelicans (from Denver vía Philadelphia, traded to Los Angeles Clippers)         | Élan Chalon (Francia)            |
| 40   | Diamond Stone     | PF/C  | Estados Unidos | New Orleans Pelicans (from Sacramento, traded to Los Angeles Clippers)                      | Maryland                         |
| 41   | Stephen Zimmerman | PF/C  | Estados Unidos | Orlando Magic                                                                               | UNLV                             |
| 42   | Isaiah Whitehead  | PG/SG | Estados Unidos | Utah Jazz (traded to Brooklyn Nets)                                                         | Seton Hall (So.)                 |
| 43   | Zhou Qi           | C     | China          | Houston Rockets                                                                             | Xinjiang Flying Tigers (China)   |
| 44   | Isaia Cordinier   | SG    | Francia        | Atlanta Hawks (from Washington)                                                             | ASC Denain-Voltaire PH (Francia) |
| 45   | Demetrius Jackson | SG    | Estados Unidos | Boston Celtics (from Memphis vía Denver and Dallas)                                         | Notre Dame                       |
| 46   | A. J. Hammons     | C     | Estados Unidos | Dallas Mavericks                                                                            | Purdue                           |
| 47   | Jake Layman       | SF    | Estados Unidos | Orlando Magic (from Chicago, traded to Portland Trail Blazers)                              | Maryland                         |
| 48   | Paul Zipser       | SG/SF | Alemania       | Chicago Bulls (from Portland vía Cleveland)                                                 | Bayern Munich (Alemania)         |
| 49   | Michael Gbinije   | SF    | Nigeria        | Detroit Pistons                                                                             | Syracuse                         |
| 50   | Georges Niang     | PF    | Estados Unidos | Indiana Pacers                                                                              | Iowa State                       |
| 51   | Ben Bentil        | PF    | Ghana          | Boston Celtics (from Miami)                                                                 | Providence                       |
| 52   | Joel Bolomboy     | PF/C  | Ucrania        | Utah Jazz (from Boston vía Memphis)                                                         | Weber State                      |
| 53   | Petr Cornelie     | PF    | Francia        | Denver Nuggets (from Charlotte vía Oklahoma City)                                           | Le Mans Sarthe (Francia)         |
| 54   | Kay Felder        | PG    | Estados Unidos | Atlanta Hawks (traded to Cleveland Cavaliers)                                               | Oakland                          |
| 55   | Marcus Paige      | PG    | Estados Unidos | Brooklyn Nets (from L.A. Clippers, traded to Utah Jazz)                                     | North Carolina                   |
| 56   | Daniel Hamilton   | SG/SF | Estados Unidos | Denver Nuggets (desde Oklahoma City, traspasado a Oklahoma City Thunder)                    | Connecticut (So.)                |
| 57   | Wang Zhelin       | C     | China          | Memphis Grizzlies (from Toronto)                                                            | Fujian SBS Sturgeons (China)     |
| 58   | Abdel Nader       | SF    | Egipto         | Boston Celtics (from Cleveland)                                                             | Iowa State                       |
| 59   | Isaiah Cousins    | PG/SG | Estados Unidos | Sacramento Kings (from San Antonio)                                                         | Oklahoma                         |
| 60   | Tyrone Wallace    | PG    | Estados Unidos | Utah Jazz (from Golden State)                                                               | California                       |

## Acuerdos previos al draft
1. ↑  
El 12 de julio de 2013, los Boston Celtics traspasaron a Kevin Garnett, Paul Pierce, Jason Terry y D.J. White a los Brooklyn Nets a cambio de Gerald Wallace, Kris Humphries, MarShon Brooks, Keith Bogans y sus primeras rondas sin proteger de los drafts de 2014, 2016 y 2018. Los Celtics también recibieron el derecho a intercambiar sus primeras rondas con los Nets en 2017.[2]
2. ↑  
El 22 de febrero de 2011, los Denver Nuggets  adquirieron la opción de intercambiarlas primeras rondas del draft de 2015 con los New York Knicks en un acuerdo a tres bandas junto con los Minnesota Timberwolves, que enviaron a Carmelo Anthony a New York.[3][4]
3. ↑  
El 22 de febrero de 2011, los Denver Nuggets  adquirieron la opción de intercambiarlas primeras rondas del draft de 2015 con los New York Knicks en un acuerdo a tres bandas junto con los Minnesota Timberwolves, que enviaron a Carmelo Anthony a New York.[3][4] El 21 de febrero de 2013, los Toronto Raptors adquirieron la elección menos favorable en el draft entre Knicks o los Nuggets en el acuerdo en el que mandaron a Andrea Bargnani a New York a cambio de Marcus Camby, Steve Novak y Quentin Richardson.[5]
4. ↑  
18 de febrero de 2016: Washington Wizards a Phoenix Suns[6][7]
  - Phoenix adquiere a Kris Humphries, DeJuan Blair y una primera ronda de 2016 (protegido top 9 en 2016)
  - Washington Wizards adquirió a Markieff Morris
5. ↑  
El 20 de julio de 2015, los Denver Nuggets traspasaron a Ty Lawsony una segunda ronda del draft de 2017 a los Houston Rockets a cambio de Joey Dorsey, Nick Johnson, Kostas Papanikolaou, Pablo Prigioni, una primera ronda de 2016 y dinero.[8]
6. ↑  
El 18 de diciembre de 2014, los Dallas Mavericks traspasaron a Jae Crowder, Jameer Nelson, Brandan Wright, una primera ronda (protegidas el top 3 además de la 15 a la 30 en 2015, top 7 en 2016) y una segunda ronda de 2016 a Boston Celtics a cambio de Rajon Rondo y Dwight Powell.[9]
7. ↑  
El 19 de febrero de 2015, los Denver Nuggets traspasaron a Arron Afflalo y Alonzo Gee a los Portland Trail Blazers a cambio de Will Barton, Victor Claver, Thomas Robinson y una primera ronda del draft de 2016 (protegido el top 14 en 2016–17, o bien conmutado por una segunda ronda de 2018 y 2019.[10]
8. ↑  
El 23 de agosto de 2014, el acuerdo a tres bandas entre Philadelphia 76ers, Minnesota Timberwolves yCleveland Cavaliers hace que los Sixers adquieran una primera ronda de Miami (top 10 protegidas en 2015 y 2016), adquiridos por Cleveland cuatro años antes.[11][12]
9. ↑  
el 19 de febrero de 2015, los Sixers adquieren a JaVale McGee y una primera ronda de Oklahoma City (top 18 protegido en 2016) que Denver adquirió con anterioridad en el traspaso de Timofey Mozgov.[13][14]
10. ↑  
El 19 de febrero de 2015, los Suns adquieren una primera ronda de Cleveland (top 10 protegido en 2016) de los Boston Celtics a cambio de Isaiah Thomas. Los Celtics previamente lo habían adquirido en un acuerdo a tres bandas el 10 de julio de 2014.[15][16]
11. ↑  
June 28, 2012: Philadelphia 76ers a Miami Heat[17][18]
  - Miami adquirió los derechos del draft de Justin Hamilton y una futura primera ronda condicionada (protegido top 14 en 2013–2015, también segundas rondas de 2015 y 2016)
  - Philadelphia adquirió los derecos del draft de Arnett Moultrie

15 de enero de 2014: Miami Heat a Boston Celtics (acuerdo a tres bandas con Golden State Warriors)[19][20]
  - Boston adquirió a Joel Anthony, una primera ronda condicionada de Philadelphia, una segunda ronda de 2016 de Miami y dinero
  - Miami adquirió a Toney Douglas de Golden State
  - Golden State adquirió a Jordan Crawford y MarShon Brooks de Boston
12. 1 2  
11 de julio de 2012: Los Angeles Clippers a Brooklyn Nets[21]
  - Brooklyn adquiere a Reggie Evans
  - L.A. Clippers adquieren la opción de intercambiar segundas rondas de 2016
13. ↑  
13 de julio de 2012: Minnesota Timberwolves a New Orleans Hornets (hoy Pelicans)
  - New Orleans adquiere los derechos sobre Brad Miller, una segunda ronda de 2013, y una segunda ronda de 2016
  - Minnesota adquiere una segunda ronda protegida del top 55 del draft de 2017

27 de julio de 2012: New Orleans Hornets (hoy Pelicans) a Phoenix Suns (acuerdo a tres bandas con Minnesota)
  - Phoenix adquiere a Wesley Johnson y una primera ronda protegida (Top-13 de 2013–2014, Top-12 de 2015–2016) que se convierten en dos segundar rondas de 2017 para Minnesota
  - Phoenix adquiere los derechos sobre el contrato de Brad Miller y el de Jerome Dyson de New Orleans
  - New Orleans adquiere a Robin Lopez, Hakim Warrick, y dinero de Phoenix
  - Minnesota vuelve a adquirir la segunda ronda de 2013 que entregaron a New Orleans en su anterior acuerdo y adquieren una segunda ronda de 2016 de New Orleans
  - Minnesota adquiere una segunda ronda de 2014  de Phoenix (vía Los Angeles Lakers)

9 de enero de 2015: Phoenix Suns aBoston Celtics
  - Boston adquiere una primera ronda protegida Top-12 de 2015 y 2016 que se convierten en dos segundar rondas de 2016 y 2017 para Phoenix vía Minnesota
  - Phoenix adquiere a Brandan Wright
14. 1 2 3  
July 10, 2013: New Orleans Pelicans to Sacramento Kings (three-team trade with Portland Trail Blazers)
  - Sacramento acquired a 2016 second round pick (with an option to swap with New Orleans) and a 2018 second round pick from Portland
  - Sacramento acquired Greivis Vásquez from New Orleans
  - New Orleans acquired Tyreke Evans from Sacramento
  - New Orleans acquired the draft rights to Jeff Withey from Portland
  - Portland acquired Robin Lopez and Terrel Harris from New Orleans

July 13, 2013: Sacramento Kings to Milwaukee Bucks
  - Sacramento acquired Luc Mbah a Moute
  - Milwaukee acquired the more favorable 2016 second round pick between Sacramento and New Orleans, the rights to swap 2019 second round picks, and future considerations
15. ↑  
July 15, 2012: New York Knicks to Portland Trail Blazers
  - Portland acquired Jared Jeffries, Dan Gadzuric, the draft rights to Kostas Papanikolaou and Georgios Printezis, and their 2016 second round pick
  - New York acquired Raymond Felton and Kurt Thomas

July 10, 2013: Portland Trail Blazers to Sacramento Kings (three-team trade with New Orleans Pelicans)
  - Sacramento acquired a 2016 second round pick (with an option to swap picks with New Orleans) and a 2018 second round pick from Portland
  - Sacramento acquired Greivis Vásquez from New Orleans
  - Portland acquired Robin Lopez and Terrel Harris from New Orleans
  - New Orleans acquired Tyreke Evans from Sacramento
  - New Orleans acquired the draft rights to Jeff Withey from Portland

September 17, 2014: Sacramento Kings to Houston Rockets[22]
  - Houston acquired Jason Terry, a 2015 second round pick and a 2016 second round pick
  - Sacramento acquired Alonzo Gee, Scotty Hopson, and a trade exception
16. ↑  
December 14, 2011: New Orleans Hornets (now New Orleans Pelicans) to Los Angeles Clippers[23]
  - L.A. Clippers acquired Chris Paul, a 2015 second round pick and a future second round pick
  - New Orleans acquired Eric Gordon, Chris Kaman, Al-Farouq Aminu, and a 2012 first round pick

March 15, 2012: Los Angeles Clippers to Washington Wizards (three-team trade with Denver Nuggets)[24]
  - Washington acquired Brian Cook and New Orleans' 2015 second round pick from L.A. Clippers
  - Washington acquired Nenê from Denver
  - L.A. Clippers acquired Nick Young from Washington
  - Denver acquired JaVale McGee and Ronny Turiaf from Washington

February 20, 2014: Washington Wizards to Philadelphia 76ers (three-team trade with Denver Nuggets)[25][26]
  - Philadelphia acquired Eric Maynor and New Orleans' 2015 second round pick from Washington
  - Philadelphia acquired a 2016 second round pick from Denver
  - Washington acquired a conditional 2014 second round pick from Philadelphia
  - Washington acquired Andre Miller from Denver
  - Denver acquired Jan Veselý from Washington

December 24, 2015: Philadelphia 76ers to New Orleans Pelicans[27]
  - Philadelphia acquired Ish Smith
  - New Orleans acquired two future second round picks
17. ↑  
July 10, 2013: Sacramento Kings to New Orleans Pelicans (three-team trade with Portland Trail Blazers)
  - Sacramento acquired a 2016 second round pick (with an option to swap with New Orleans' pick) and a 2018 second round pick from Portland
  - Sacramento acquired Greivis Vásquez from New Orleans
  - New Orleans acquired Tyreke Evans from Sacramento
  - New Orleans acquired the draft rights to Jeff Withey from Portland
  - Portland acquired Robin Lopez and Terrel Harris from New Orleans
18. ↑  
June 25, 2015: Washington Wizards to Atlanta Hawks
  - Atlanta acquired the draft rights to Jerian Grant, a 2016 second round pick, and a 2019 second round pick
  - Washington acquired the draft rights to Kelly Oubre Jr.
19. ↑  
August 7, 2009: Memphis Grizzlies to Denver Nuggets
  - Denver acquired a Top 55 protected 2016 second round pick (protection was later removed for Memphis to acquire Nick Calathes in a later trade in 2013) and a trade exception
  - Memphis acquired Steven Hunter, a protected 2010 first round pick, and cash

December 13, 2011: Denver Nuggets to Dallas Mavericks
  - Dallas acquired a Top 55 protected 2016 second round pick (protection was later removed in 2013 due to the aforementioned trade with Memphis mentioned above)
  - Denver acquired Rudy Fernández and Corey Brewer

December 18, 2014: Dallas Mavericks to Boston Celtics
  - Boston acquired Jae Crowder, Jameer Nelson, Brandan Wright, a Top-7 protected 2016 first round pick, and the more favorable of Dallas and Memphis' 2016 second round picks
  - Dallas acquired Rajon Rondo and Dwight Powell
20. ↑  
July 14, 2014: Chicago Bulls to Orlando Magic
  - Orlando acquired Anthony Randolph, the 2015 second round pick of either Chicago or Denver, and the 2016 second round pick of either Chicago or Portland
  - Chicago acquired the player rights of Milovan Raković
21. ↑  
June 27, 2013: Portland Trail Blazers to Cleveland Cavaliers
  - Cleveland acquired a 2015 second round pick and a 2016 second round pick
  - Portland acquired the draft rights of Allen Crabbe

January 6, 2014: Cleveland Cavaliers to Chicago Bulls
  - Chicago acquired the player rights to Andrew Bynum, a protected first round pick from Sacramento, a conditional option to swap 2015 first round draft picks, and 2015 and 2016 second round picks from Portland
  - Cleveland acquired Loul Deng
22. ↑  
January 15, 2014: Miami Heat to Boston Celtics (three-team trade with Golden State Warriors)
  - Boston acquired Joel Anthony and a 2016 second round pick from Miami
  - Boston acquired a conditional, lottery first round pick from Golden State vía Phildelphia that wound up being a 2015 second round pick
  - Miami acquired Toney Douglas from Golden State
  - Golden State acquired Jordan Crawford and MarShon Brooks from Boston
23. ↑  
January 7, 2014: Boston Celtics to Memphis Grizzlies (three-team trade with Oklahoma City Thunder)
  - Memphis acquired Courtney Lee and a 2016 second round pick from Boston
  - Memphis acquired cash considerations from Oklahoma City
  - Boston acquired Jerryd Bayless from Memphis
  - Boston acquired Ryan Gomes from Oklahoma City
  - Oklahoma City acquired conditional 2014 and 2017 second round picks from Memphis

June 26, 2014: Memphis Grizzlies to Utah Jazz
  - Utah acquired the more favorable 2016 second round pick between the Boston Celtics and the Toronto Raptors from Memphis
  - Memphis acquired the draft rights of Jarnell Stokes from Utah
24. 1 2  
June 25, 2015: Charlotte Hornets to Oklahoma City Thunder
  - Oklahoma City acquired Luke Ridnour and a #56–60 protected 2016 second round pick from Charlotte
  - Charlotte acquired Jeremy Lamb from Oklahoma City

February 18, 2016: Oklahoma City Thunder to Denver Nuggets
  - Denver acquired D. J. Augustin, Steve Novak, two 2016 second round picks, and cash considerations from Oklahoma City
  - Oklahoma City acquired Randy Foye
25. ↑  
July 9, 2009: Toronto Raptors to Memphis Grizzlies (four-team trade with the Orlando Magic and Dallas Mavericks)
  - Memphis acquired a 2016 second round pick and cash considerations from Toronto
  - Memphis acquired Jerry Stackhouse from Dallas
  - Toronto acquired Hedo Türkoğlu from Orlando
  - Toronto acquired Devean George and Antoine Wright from Dallas
  - Orlando acquired cash considerations from both Toronto and Dallas
  - Dallas acquired Shawn Marion, Kris Humphries, and Nathan Jawai from Toronto
  - Dallas acquired Greg Buckner from Memphis
26. ↑  
September 25, 2014: Cleveland Cavaliers to Boston Celtics
  - Boston acquired Dwight Powell, John Lucas III, Erik Murphy, Malcolm Thomas, a 2016 second round pick, a 2017 second round pick, and a trade exception from Cleveland
  - Cleveland acquired Keith Bogans, a Top 55 protected 2015 second round pick, and a Top 55 protected 2017 second round pick from Boston
27. ↑  
July 9, 2015: San Antonio Spurs to Sacramento Kings
  - Sacramento acquired a 2016 second round pick from San Antonio
  - San Antonio acquired Ray McCallum, Jr. to Sacramento
28. ↑  
July 10, 2013: Golden State Warriors to Utah Jazz (three-team trade with Denver Nuggets)
  - Utah acquired Andris Biedriņš, Richard Jefferson, Brandon Rush, 2014 & 2017 first round picks, a 2016 second round pick, a 2017 second round pick, and cash considerations from Golden State
  - Utah acquired a 2018 second round pick from Denver
  - Golden State acquired Kevin Murphy from Utah
  - Golden State acquired Andre Iguodala from Denver
  - Denver acquired a 2018 second round pick from Golden State
  - Denver acquired Randy Foye from Utah

## Acuerdos el día del draft
1. ↑  
June 23, 2016: Charlotte Hornets to Sacramento Kings
  - Sacramento acquired Charlotte's first round pick
  - Charlotte acquired Marco Belinelli
2. 1 2  
23 de junio de 2016: Boston Celtics a Memphis Grizzlies
  - Memphis adquirió los derechos del draft de la elección nº 31 (Davis) y la nº 35 (Zagorac)
  - Boston adquirió una primera ronda del draft de 2019
3. 1 2 3  
23 de junio de 2016: Los Angeles Clippers a New Orleans Pelicans
  - New Orleans adquiere la 2ª ronda de 2016 de Los Angeles (Diallo)
  - L.A. Clippers adquieren los derechos del draft  de la elección 39 de New Orleans (Michineau) y 40 (Stone).
4. ↑  
June 23, 2016: Milwaukee Bucks to Golden State Warriors
  - Golden State acquired Milwaukee's second round pick
  - Milwaukee acquired cash considerations
5. 1 2  
June 23, 2016: Utah Jazz to Brooklyn Nets
  - Brooklyn acquired Utah's 2016 second round pick (Whitehead)
  - Utah acquired Brooklyn's 2016 second round pick (Paige)
6. ↑  
June 23, 2016: Orlando Magic to Portland Trail Blazers
  - Portland acquired Orlando's 2016 second round pick (Layman)
  - Orlando acquired a 2019 second round pick and cash considerations
7. ↑  
June 23, 2016: Atlanta Hawks to Cleveland Cavaliers
  - Cleveland acquired Atlanta's 2016 second round pick (Felder)
  - Atlanta received cash considerations
8. ↑  
23 de junio de 2016: Denver Nuggets a Oklahoma City Thunder
  - Oklahoma City readquiere la segunda elección de Denver (Hamilton)
  - Denver recibe dinero.

## Jugadores destacados no elegidos en el draft
Estos jugadores no fueron seleccionados en el draft de la NBA de 2016, pero han jugado al menos un partido en la NBA.
| Jugador                | Pos.  | Nacionalidad                     | Universidad/club    |
| ---------------------- | ----- | -------------------------------- | ------------------- |
| DeVaughn Akoon-Purcell | SG/SF | Estados Unidos Trinidad y Tobago | Illinois State      |
| Ryan Arcidiacono       | PG    | Estados Unidos · Italia          | Villanova           |
| Ron Baker              | SG/PG | Estados Unidos                   | Wichita State       |
| Cat Barber             | PG    | Estados Unidos                   | NC State            |
| Alex Caruso            | SG    | Estados Unidos                   | Texas A&M           |
| Kyle Collinsworth      | PG    | Estados Unidos                   | BYU                 |
| Matt Costello          | PF/C  | Estados Unidos                   | Michigan State      |
| Yogi Ferrell           | PG    | Estados Unidos                   | Indiana             |
| Dorian Finney-Smith    | SF    | Estados Unidos                   | Florida             |
| Bryn Forbes            | PG    | Estados Unidos                   | Michigan State      |
| Patricio Garino        | SG/SF | Argentina                        | George Washington   |
| Marcus Georges-Hunt    | SG    | Estados Unidos                   | Georgia Tech        |
| Anthony Gill           | PF    | Estados Unidos                   | Virginia            |
| Josh Gray              | PG    | Estados Unidos                   | LSU                 |
| Shaquille Harrison     | PG    | Estados Unidos                   | Tulsa               |
| Myke Henry             | SG/SF | Estados Unidos                   | DePaul              |
| Danuel House           | SG    | Estados Unidos                   | Texas A&M           |
| Derrick Jones Jr.      | SF    | Estados Unidos                   | UNLV                |
| Jalen Jones            | SF    | Estados Unidos                   | Texas A&M           |
| Damion Lee             | SG    | Estados Unidos                   | Louisville          |
| Shawn Long             | PF    | Estados Unidos                   | Louisiana–Lafayette |
| Jordan Loyd            | PG/SG | Estados Unidos                   | Indianapolis        |
| Sheldon McClellan      | SG    | Estados Unidos                   | Miami (Florida)     |
| David Nwaba            | SG    | Estados Unidos                   | Cal Poly            |
| Daniel Ochefu          | PF    | Nigeria                          | Villanova           |
| Jaysean Paige          | PG    | Estados Unidos                   | West Virginia       |
| Gary Payton II         | PG    | Estados Unidos                   | Oregon State        |
| Marshall Plumlee       | C     | Estados Unidos                   | Duke                |
| Alex Poythress         | SF/PF | Estados Unidos                   | Kentucky            |
| Tim Quarterman         | PG/SG | Estados Unidos                   | LSU                 |
| Wayne Selden Jr.       | PG/SG | Estados Unidos                   | Kansas              |
| Craig Sword            | SG    | Estados Unidos                   | Mississippi State   |
| Isaiah Taylor          | PG    | Estados Unidos                   | Texas               |
| Mike Tobey             | C     | Estados Unidos                   | Virginia            |
| Jarrod Uthoff          | PF    | Estados Unidos                   | Iowa                |
| Fred VanVleet          | PG    | Estados Unidos                   | Wichita State       |
| Jameel Warney          | PF    | Estados Unidos                   | Stony Brook         |
| James Webb III         | SF    | Estados Unidos                   | Boise State         |
| Troy Williams          | SF    | Estados Unidos                   | Indiana             |
| Kyle Wiltjer           | PF/SF | Canadá                           | Gonzaga             |

## Reglas de elegibilidad
El draft se lleva a cabo bajo las reglas de elegibilidad establecidas en el nuevo acuerdo de negociación colectiva de la liga de 2011 (CBA) con su sindicato de jugadores. La CBA fue que puso fin a la huelga del 2011, instituyó cambios inmediatos en el draft, pero pidió un comité de los propietarios y los jugadores para discutir cambios en el futuro. A partir de 2013, las normas de elegibilidad básicas para el draft se enumeran a continuación.
- Todos los jugadores seleccionados deben tener al menos 19 años de edad durante el año calendario del draft. En cuanto a las fechas, los jugadores elegibles para el draft de 2016 deben haber nacido antes del 31 de diciembre de 1997.[29]
- Cualquier jugador que no sea un "jugador internacional", según se define en la CBA, debe tener al menos un año retirado de la graduación de su clase de escuela secundaria.[29] La CBA define a los "jugadores internacionales", como los jugadores que residen permanentemente fuera de los Estados Unidos durante tres años con anterioridad al draft, no completó la escuela secundaria en los Estados Unidos, y nunca se han matriculado en un colegio o universidad de los Estados Unidos.[30]

El requisito básico para la elegibilidad automática para un jugador de Estados Unidos es la terminación de su elegibilidad universitaria. Los jugadores que cumplan con la definición de la CBA "jugadores internacionales" son elegibles automáticamente si su cumpleaños 22 cae durante o antes del año de calendario del draft (es decir, nacidos en o antes del 31 de diciembre de 1994). Jugadores estadounidenses que estaban al menos un año retirado de su graduación de la escuela secundaria y que han jugado al baloncesto de las ligas menores con un equipo fuera de la NBA también son elegibles automáticamente.
Un jugador que no es automáticamente elegible debe declarar su elegibilidad para el draft mediante la notificación a las oficinas de la NBA por escrito a más tardar 60 días antes del draft. Después de esta fecha, los jugadores de "entrada temprana" pueden asistir a los campamentos de pre-draft de la NBA y entrenamientos individuales del equipo para mostrar sus habilidades y obtener retroalimentación sobre su posición en el draft. En virtud de la CBA, un jugador puede retirar su nombre de la consideración del draft en cualquier momento antes de la fecha de declaración final, que es diez días antes del draft. Bajo las reglas de la NCAA, los jugadores solo tendrán hasta el 16 de abril para retirarse del draft y mantener su elegibilidad universitaria.
Un jugador que ha contratado a un agente perderá su elegibilidad universitaria restante. Además, aunque la CBA permite que un jugador se retire del draft dos veces, los mandatos de la NCAA dicen que un jugador que ha declarado dos veces pierde su elegibilidad universitaria.

## Participantes
Este año, un total de 49 jugadores universitarios y 43 jugadores internacionales se declararon como candidatos de entrada temprana. El 25 de junio es la fecha límite para retirarse.
| Freshman  | Freshman  | Indica jugador de primer año  | Indica jugador de primer año  | Indica jugador de primer año  | Indica jugador de primer año  | Indica jugador de primer año  |
| Sophomore | Sophomore | Indica jugador de segundo año | Indica jugador de segundo año | Indica jugador de segundo año | Indica jugador de segundo año | Indica jugador de segundo año |
| Junior    | Junior    | Indica jugador de tercer año  | Indica jugador de tercer año  | Indica jugador de tercer año  | Indica jugador de tercer año  | Indica jugador de tercer año  |

| B | Base | E | Escolta | A | Alero | AP | Ala Pívot | P | Pívot |

### Jugadores sin cumplir todos los ciclos universitarios
Los jugadores listados en negrita han indicado públicamente que han contratado agentes, o tienen planes de hacerlo, por lo que son ya inelegibles para una nueva temporada en el baloncesto universitario en 2016–17.
| - Abdul-Malik Abu – F, NC State (sophomore) - Rosco Allen – F, Stanford (junior) - Tony Anderson – F, Southeast Missouri State (freshman) - Ian Baker – G, New Mexico State (junior) - Wade Baldwin IV – G, Vanderbilt (sophomore) - Anthony Barber – G, NC State (junior) - V. J. Beachem – F, Notre Dame (junior) - Malik Beasley – G/F, Florida State (freshman) - DeAndre’ Bembry – G/F, Saint Joseph's (junior) - Ben Bentil – F, Providence (sophomore) - Jaron Blossomgame – F, Clemson (junior) - Trevon Bluiett – G/F, Xavier (sophomore) - Amida Brimah – C, Connecticut (junior) - Dillon Brooks – G/F, Oregon (sophomore) - Jaylen Brown – F, California (freshman) - Kareem Canty – G, Auburn (junior) - Robert Carter – F, Maryland (junior) - Marquese Chriss – F, Washington (freshman) - Conor Clifford – C, Washington State (junior) - Charles Cooke – G, Dayton (junior) - Deyonta Davis – F, Michigan State (freshman) - Cheick Diallo – F/C, Kansas (freshman) - Moustapha Diagne – F, Northwest Florida State College (freshman) - / Tyler Dorsey – G, Oregon (freshman) - Kris Dunn – G, Providence (junior) - Vince Edwards – F, Purdue (sophomore) - Henry Ellenson – F, Marquette (freshman) - Kay Felder – G, Oakland (junior) - Brannen Greene – G/F, Kansas (junior) - Daniel Hamilton – G/F, Connecticut (sophomore) - Josh Hart – G, Villanova (junior) - Josh Hawkinson – F, Washington State (junior) - Nigel Hayes – F, Wisconsin (junior) - Brandon Ingram – F, Duke (freshman) - Ike Iroegbu – G, Washington State (junior) - Demetrius Jackson – G, Notre Dame (junior) - Justin Jackson – F, North Carolina (sophomore) - Julian Jacobs – G, USC (junior) - / Stefan Janković – F, Hawaii (junior) - Kris Jenkins – F, Villanova (junior) - Que Johnson – G, Washington State (junior) - Peter Jok – G, Iowa (junior) - Christian Jones – F, St. John's (junior) - Damian Jones – F/C, Vanderbilt (junior) - Derrick Jones – F, UNLV (freshman) - Nikola Jovanović – C, USC (junior) | - Moses Kingsley – F/C, Arkansas (junior) - Skal Labissière – F/C, Kentucky (freshman) - Dedric Lawson – F, Memphis (freshman) - Marcus Lee – F, Kentucky (junior) - / Thon Maker – F/C, Orangeville Prep (postgraduate) [Canada] - Makai Mason – G, Yale (sophomore) - Patrick McCaw – G, UNLV (sophomore) - Jalen Moore – F, Utah State (junior) - Lee Moore – G, UTEP (junior) - Dejounte Murray – G, Washington (freshman) - Jamal Murray – G, Kentucky (freshman) - Mamadou N'Diaye – C, UC Irvine (junior) - Malik Newman – G, Mississippi State (freshman) - Chris Obekpa – F, UNLV (junior) - Goodluck Okonoboh – C, UNLV (sophomore) - Chinanu Onuaku – F, Louisville (sophomore) - Alec Peters – F, Valparaiso (junior) - Q. J. Peterson – G, VMI (junior) - Jakob Pöltl – C, Utah (sophomore) - Malik Pope – F, San Diego State (sophomore) - Rodney Purvis – G, Connecticut (junior) - Tim Quarterman – G, LSU (junior) - Xavier Rathan-Mayes – G, Florida State (sophomore) - Jalen Reynolds – F, Xavier (junior) - Malachi Richardson – G, Syracuse (freshman) - Devin Robinson – F, Florida (sophomore) - Domantas Sabonis – C, Gonzaga (sophomore) - Corey Sanders – G, Rutgers (freshman) - Wayne Selden, Jr. – G, Kansas (junior) - Pascal Siakam – F, New Mexico State (sophomore) - Ben Simmons – F, LSU (freshman) - Diamond Stone – C, Maryland (freshman) - Caleb Swanigan – F, Purdue (freshman) - Isaiah Taylor – G, Texas (junior) - Ethan Telfair – G, Idaho State (junior) - Trevor Thompson – C, Ohio State (sophomore) - Melo Trimble – G, Maryland (sophomore) - Tyler Ulis – G, Kentucky (sophomore) - Aaron Valdes – G, Hawaii (junior) - Maurice Watson, Jr. – G, Creighton (junior) - James Webb III – F, Boise State (junior) - Andrew White – G, Nebraska (junior) - Isaiah Whitehead – G, Seton Hall (sophomore) - Devin Williams – F, West Virginia (junior) - Troy Williams – F, Indiana (junior) - Stephen Zimmerman – C, UNLV (freshman) |

### Jugadores internacionales
| - Marko Arapović – A/P, Cedevita Zagreb (Croacia) - Ege Arar – A, Galatasaray Odeabank (Turquía) - Edin Atić – G/F, Spars Sarajevo (Bosnia & Herzegovina) - / Gracin Bakumanya – C/F, Olympique Antibes (Francia) - Romaric Belemene – A, Clínicas Rincón Axarquía (Espala) - Dragan Bender – A/P, Maccabi FOX Tel Aviv (Israel) - Metecan Birsen, – A, İstanbul Büyükşehir Belediyespor (Turquía) - Axel Bouteille – B, Élan Chalon (Francia) - Isaia Cordinier – B, ASC Denain-Voltaire PH (Francia) - Petr Cornelie – A/P, Le Mans Sarthe (Francia) - Ilimane Diop – A, Laboral Kutxa (España) - Youssoupha Fall – P, Le Mans Sarthe (Francia) - Diego Flaccadori – B, Aquila Basket Trento (Italia) - Michael Fusek – P, Proximus Spirou Charleroi (Bélgica) - Marko Gudurić – B/A, Red Star Belgrade (Serbia) - Nicolás Brussino - ES, Peñarol de Mar del Plata (Argentina) - Egemen Güven – P, Pınar Karşıyaka (Turquía) - Ludvig Håkanson – B, Baloncesto Sevilla (España) - Juancho Hernangómez – A, Movistar Estudiantes (España) - Ognjen Jaramaz – B, Mega Leks (Serbia) - Alpha Kaba – A, Mega Leks (Serbia) - Vincent Kesteloot – A, Crelan Okapi Aalstar (Bélgica) - Furkan Korkmaz – B, Anadolu Efes (Turquía) - Emircan Koşut – A/P, Anadolu Efes (Turquía) | - Mathias Lessort – A/P, Élan Chalon (Francia) - Luc Loubaki – B, Orléans Loiret Basket (Francia) - Timothé Luwawu – B/A, Mega Leks (Serbia) - Blaž Mesiček – B, Olimpija Ljubljana (Eslovenia) - Aleksej Nikolić – B, Brose Baskets (Alemania) - Georgios Papagiannis – P, Panathinaikos Athens (Grecia) - Adam Pecháček – P, AZS Koszalin (Polonia) - Petar Rakićević – B/A, Metalac Valjevo (Serbia) - Martynas Sajus – P, Žalgiris Kaunas (Lituania) - Jordan Sakho – P, Baloncesto Torrelodones (España) - Wesley Sena – P, Paschoalotto/Bauru (Brasil) - Kenan Sipahi – B, Pınar Karşıyaka (Turquía) - Nik Slavica – A, Cibona Zagreb (Croacia) - Rolands Smits – A, Baloncesto Fuenlabrada (España) - / Emir Sulejmanović – A, FC Barcelona Lassa B (España) - Berk Uğurlu – B, Fenerbahçe Istanbul (Turquía) - / Aleksandar Vezenkov – A, Barcelona Lassa (España) - Guerschon Yabusele – A, Rouen Métropole (Francia) - Santiago Yusta – B/A, Río Natura Monbús (España) - Rade Zagorac – B/A, Mega Leks (Serbia) - Zhou Qi – P, Xinjiang Flying Tigers (China) - Ante Žižić – P, Cibona Zagreb (Croacia) - Ivica Zubac – P, Mega Leks (Serbia) |

## Lotería del draft
Las primeras 14 selecciones del draft pertenecen a los equipos que no alcanzaron los playoffs; el orden fue determinado a través de una lotería. La lotería determinó los tres equipos que obtuvieron las tres primeras selecciones en el draft. El resto de selecciones de primera ronda y las selecciones de segunda ronda fueron asignados a los equipos en orden inverso a su récord de victorias y derrotas en la temporada anterior. La lotería se celebró el 17 de mayo de 2016.
A continuación las posibilidades de cada equipo para obtener selecciones específicas en la lotería del draft, redondeado a tres decimales:
| ^ | Indica los resultados de la lotería actuales |

| Equipo                 | Récord 2015-16 | Oport. | Probabilidades de lotería | Probabilidades de lotería | Probabilidades de lotería | Probabilidades de lotería | Probabilidades de lotería | Probabilidades de lotería | Probabilidades de lotería | Probabilidades de lotería | Probabilidades de lotería | Probabilidades de lotería | Probabilidades de lotería | Probabilidades de lotería | Probabilidades de lotería | Probabilidades de lotería |
| Equipo                 | Récord 2015-16 | Oport. | 1º                        | 2º                        | 3º                        | 4º                        | 5º                        | 6º                        | 7º                        | 8º                        | 9º                        | 10º                       | 11º                       | 12º                       | 13º                       | 14º                       |
| ---------------------- | -------------- | ------ | ------------------------- | ------------------------- | ------------------------- | ------------------------- | ------------------------- | ------------------------- | ------------------------- | ------------------------- | ------------------------- | ------------------------- | ------------------------- | ------------------------- | ------------------------- | ------------------------- |
| Philadelphia 76ers     | 10–72          | 250    | .250^                     | .215                      | .178                      | .357                      | —                         | —                         | —                         | —                         | —                         | —                         | —                         | —                         | —                         | —                         |
| Los Angeles Lakers     | 17–65          | 199    | .199                      | .188^                     | .171                      | .319                      | .123                      | —                         | —                         | —                         | —                         | —                         | —                         | —                         | —                         | —                         |
| Brooklyn Nets          | 21–61          | 156    | .156                      | .157                      | .156^                     | .226                      | .265                      | .040                      | —                         | —                         | —                         | —                         | —                         | —                         | —                         | —                         |
| Phoenix Suns           | 23–59          | 119    | .119                      | .126                      | .133                      | .099^                     | .350                      | .161                      | .013                      | —                         | —                         | —                         | —                         | —                         | —                         | —                         |
| Minnesota Timberwolves | 29–53          | 88     | .088                      | .097                      | .107                      | —                         | .261^                     | .360                      | .084                      | .004                      | —                         | —                         | —                         | —                         | —                         | —                         |
| New Orleans Pelicans   | 30–52          | 63     | .063                      | .071                      | .081                      | —                         | —                         | .440^                     | .304                      | .040                      | .001                      | —                         | —                         | —                         | —                         | —                         |
| New York Knicks        | 32–50          | 43     | .043                      | .049                      | .058                      | —                         | —                         | —                         | .599^                     | .232                      | .018                      | .000                      | —                         | —                         | —                         | —                         |
| Sacramento Kings       | 33–49          | 19     | .019                      | .022                      | .027                      | —                         | —                         | —                         | —                         | .724^                     | .197                      | .011                      | .000                      | —                         | —                         | —                         |
| Denver Nuggets         | 33–49          | 19     | .019                      | .022                      | .027                      | —                         | —                         | —                         | —                         | —                         | .784^                     | .143                      | .005                      | .000                      | —                         | —                         |
| Milwaukee Bucks        | 33–49          | 18     | .018                      | .021                      | .025                      | —                         | —                         | —                         | —                         | —                         | —                         | .846^                     | .087                      | .002                      | .000                      | —                         |
| Orlando Magic          | 35–47          | 8      | .008                      | .009                      | .012                      | —                         | —                         | —                         | —                         | —                         | —                         | —                         | .907^                     | .063                      | .001                      | .000                      |
| Utah Jazz              | 40–42          | 7      | .007                      | .008                      | .010                      | —                         | —                         | —                         | —                         | —                         | —                         | —                         | —                         | .935^                     | .039                      | .000                      |
| Washington Wizards     | 41–41          | 6      | .006                      | .007                      | .009                      | —                         | —                         | —                         | —                         | —                         | —                         | —                         | —                         | —                         | .960^                     | .018                      |
| Chicago Bulls          | 42–40          | 5      | .005                      | .006                      | .007                      | —                         | —                         | —                         | —                         | —                         | —                         | —                         | —                         | —                         | —                         | .982^                     |

1. ↑  Si la elección no está en el Top 3, va a Philadelphia 76ers a través de los Suns.[123]
2. ↑  Elección adquirida de Boston Celtics.[123]
3. ↑  Los Denver Nuggets tienen la opción de intercambiar elecciones.[3]
4. ↑  Si la elección va más allá del puesto 10, va a los Chicago Bulls a través de Cleveland Cavaliers.[124]
5. ↑  Los Toronto Raptors han adquirido la elección menos favorable de los Knicks o de los Nuggets.[5]
6. ↑  La elección va a los Phoenix Suns a menos que la lotería la sitúe en el Top 3 (top 9 general).[6]

## Jugadores notables no seleccionados
Estos jugadores no fueron elegidos en el Draft de 2016, pero han disputado al menos un partido en la NBA.
| Jugador             | Pos. | Nacionalidad            | Universidad/Club              |
| ------------------- | ---- | ----------------------- | ----------------------------- |
| Ron Baker           | E    | Estados Unidos          | Wichita State (Sr.)           |
| Yogi Ferrell        | B    | Estados Unidos          | Indiana (Sr.)                 |
| Dorian Finney-Smith | A    | Estados Unidos          | Florida (Sr.)                 |
| Bryn Forbes         | B    | Estados Unidos          | Michigan State (Sr.)          |
| Nicolás Brussino    | E    | Argentina               | Regatas Corrientes(Argentina) |
| Patricio Garino     | A    | Argentina               | George Washington (Sr.)       |
| Danuel House        | E    | Estados Unidos          | Texas A&M (Sr.)               |
| Derrick Jones       | E    | Estados Unidos          | UNLV (Fr.)                    |
| Shawn Long          | AP   | Estados Unidos          | Louisiana–Lafayette (Sr.)     |
| Sheldon McClellan   | E    | Estados Unidos          | Miami (Florida) (Sr.)         |
| David Nwaba         | E    | Estados Unidos          | Cal Poly (Sr.)                |
| Daniel Ochefu       | AP   | Estados Unidos          | Villanova (Sr.)               |
| Marshall Plumlee    | P    | Estados Unidos          | Duke (Sr.)                    |
| Tim Quarterman      | B/E  | Estados Unidos          | LSU (Jr.)                     |
| Wayne Selden Jr.    | B/E  | Estados Unidos          | Kansas (Jr.)                  |
| Mike Tobey          | P    | Estados Unidos          | Virginia (Sr.)                |
| Jarrod Uthoff       | AP   | Estados Unidos          | Iowa (Sr.)                    |
| Fred VanVleet       | B    | Estados Unidos          | Wichita State (Sr.)           |
| Troy Williams       | A    | Estados Unidos          | Indiana (Jr.)                 |
| Kyle Wiltjer        | A    | Estados Unidos / Canadá | Gonzaga (Sr.)                 |

## Nota
1. ↑  Michineau was born in Guadeloupe, a French possession in the Caribbean. It is an overseas department with the same political status as departments within metropolitan France.
2. ↑  Michael Gbinije was born in the United States, but had represented Nigeria internationally in competitions since 2015.